# Ben Hebert
Ben Hebert, född den 16 mars 1983 i Regina, Kanada, är en kanadensisk curlingspelare.
Han tog OS-guld i herrarnas curlingturnering i samband med de olympiska curlingtävlingarna 2010 i Vancouver.